# Doran, Minnesota
Doran là một thành phố thuộc quận Wilkin, tiểu bang Minnesota, Hoa Kỳ. Năm 2020, dân số của thành phố này là 36 người. Nó là một phần của thành phố Wahpeton, thuộc vùng tiểu đô thị ND-MN.

## Lịch sử
Một bưu điện tên Doran đã được thành lập vào năm 1892 và hoạt động đến năm 1989. Thành phố được đặt tên theo một nhà lập pháp bang là Michael Doran.

## Địa lý
Theo Cục Thống kê Dân số Hoa Kỳ, thành phố có diện tích 0,21 dặm vuông (hay 0,54 km2), tất cả đều là diện tích đất liền.
Doran nằm tại giao lộ giữa quốc lộ 75 và xa lộ tiểu bang Minnesota 9.

## Nhân khẩu học

### Điều tra dân số 2010
Theo cuộc điều tra dân số năm 2010, có tổng cộng 55 cư dân gồm 21 hộ gia đình và 14 gia đình. Mật độ dân số là 261,9 trên dặm vuông (101,1/km2). Có 27 đơn vị nhà ở với mật độ 128,6 trên dặm vuông (49,7/km2). 100% dân số thành phố là người da trắng.